# Zmarłe
Zmarłe – wieś w Polsce, w województwie świętokrzyskim, w powiecie włoszczowskim, w gminie Kluczewsko.
Do 2023 miejscowość była przysiółkiem wsi Rzewuszyce.
W latach 1975–1998 przysiółek administracyjnie należał do województwa piotrkowskiego.